# آنا كارولينا دا فونسيكا
آنا كارولينا دا فونسيكا (بالإنجليزية: Ana Carolina da Fonseca؛ بالبرتغالية: Ana Carolina da Fonseca) هي عارضة وممثلة أمريكية وبرازيلية، ولدت في 25 أكتوبر 1978 في ساو باولو في البرازيل.

## وصلات خارجية
- آنا كارولينا دا فونسيكا على موقع IMDb (الإنجليزية)
- آنا كارولينا دا فونسيكا على موقع روتن توميتوز (الإنجليزية)
- آنا كارولينا دا فونسيكا على موقع قاعدة بيانات الفيلم (الإنجليزية)